# Vorarlberg
Vorarlberg (łac. Cisarulana, pol. dawniej Przedarulania) – najbardziej wysunięty na zachód kraj związkowy Austrii. Jego stolicą jest miasto Bregencja. Jako jedyny austriacki kraj związkowy należy w części do zlewiska Morza Północnego. Ustanowiony w 1923 herb kraju jest herbem hrabiów Montfort.

## Geografia
Vorarlberg ma zwarty kształt, a jego granice są w większości oparte na rzeźbie terenu. Na północy kraj związkowy graniczy z Niemcami, na wschodzie z krajem związkowym Tyrol, na południu ze Szwajcarią, na zachodzie – z Liechtensteinem i znów ze Szwajcarią.
Vorarlberg jest krajem górskim, w całości leży na obszarze Alp, a dokładniej – Alp Wschodnich. Północna granica kraju związkowego biegnie przez Alpy Bawarskie. Na południe od nich leży pagórkowata wyżyna Lasu Bregenckiego. Południowa część kraju leży w Północnych Alpach Wapiennych, których kulminację stanowi grupa górska Rätikon w Alpach Retyckich. W południowo-wschodnim zakątku kraju znajdują się pasma zaliczane do Alp Centralnych – Silvretta i Verwallgruppe.
Pod kątem fizykogeograficznym Vorarlberg dzieli się na trzy strefy krajobrazowe: Nizinę Górnoreńską, Las Bregencki i Alpy. Nizina Górnoreńska biegnie wzdłuż zachodniej granicy kraju związkowego (i zarazem państwa), czyli wzdłuż granicznego Renu do Jeziora Bodeńskiego. W tym regionie skupia się osadnictwo (¾ ludności kraju związkowego), przemysł i rolnictwo. Las Bregencki zajmuje północną połowę kraju. Jest to kraina lasów i hal, rozproszonych wiosek, hodowli i mleczarstwa. Alpy zajmują południowe i wschodnie obrzeże kraju. Stanowią, oczywiście, atrakcję turystyczną, natomiast gospodarczo użytkowane są tylko doliny. Największą z nich jest dolina rzeki Ill, biegnąca wzdłuż północnych stoków gór Rätikon, w której skupia się osadnictwo tego obszaru. Dolina ta w dolnym biegu nosi nazwę Walgau, w górnym – Montafon. W okolicy miasta Bludenz z doliny tej odgałęzia się atrakcyjna turystycznie dolina Klostertal.

## Podział administracyjny

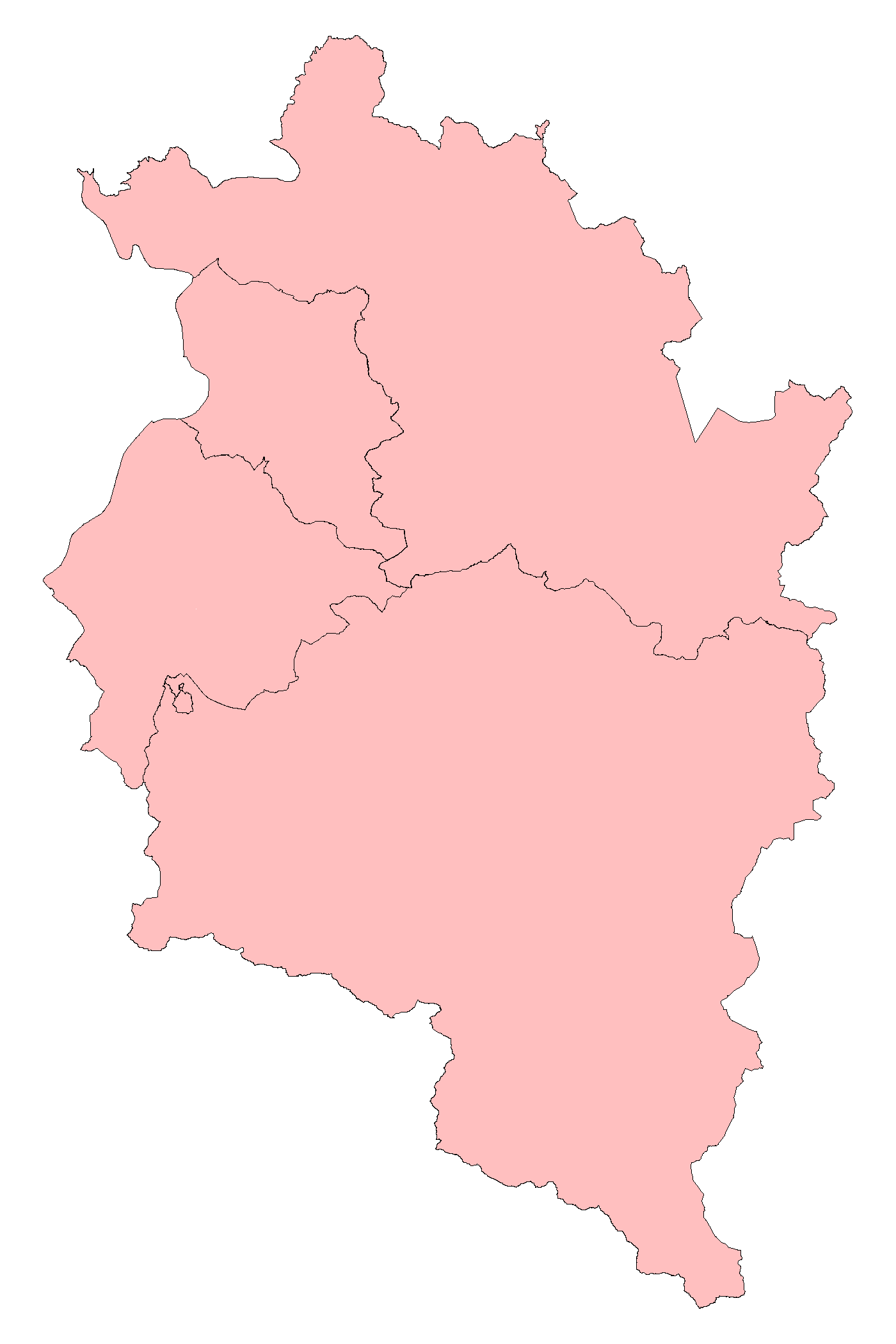
Podział Landu na powiaty

Vorarlberg składa się z czterech powiatów (Bezirk). W skład powiatów wchodzi 96 gmin, w tym pięć gmin miejskich (Stadt) oraz dwanaście gmin targowych (Marktgemeinde).
Powiaty:
- Bludenz – siedziba: Bludenz, 1287,64 km², 65 456 mieszkańców, 29 gmin
- Bregencja – siedziba: Bregencja (Bregenz), 863,36 km², 137 017 mieszkańców, 40 gmin
- Dornbirn – siedziba: Dornbirn, 172,36 km², 92 304 mieszkańców, 3 gminy
- Feldkirch – siedziba: Feldkirch, 278,31 km², 111 618 mieszkańców, 24 gminy

## Historia
W starożytności tereny obecnego Vorarlbergu zamieszkiwała ludność celtycka i iliryjska. Na przełomie er tereny te opanowali Rzymianie, który włączyli je do prowincji Recja (Raetia). Dzisiejsza Bregencja, ówczesne Brigantium, była jednym z ważniejszych miast tej prowincji. Od II wieku datowały się najazdy plemion germańskich, które w początkach średniowiecza przeobraziły się w masową wędrówkę ludów. Na terenie Vorarlbergu najtrwalsze okazało się osadnictwo alemańskie.
Jako część Alemanii tereny dzisiejszego Vorarlbergu weszły w skład państwa frankijskiego, a następnie – zachodniofrankijskiego. Potem stanowiły część Rzeszy Niemieckiej, rozdzieloną na liczne drobne włości feudalne pod rządami różnych rodów hrabiowskich. W okresie między połową XIV a początkiem XVI wieku tereny Vorarlbergu zostały stopniowo opanowane przez Habsburgów, wchodząc w skład tak zwanej Austrii Przedniej. Kilka pozostałych hrabstw przeszło w ręce Habsburgów w XVIII wieku, ostatnie – w 1804 roku.
Pod władzą Habsburgów ziemie Vorarlbergu od XVII wieku stanowiły odrębne landwójtostwo, podlegające zarządowi dóbr w Tyrolu (z siedzibą w Innsbrucku), jedynie w latach 1752–1782 podlegało zarządowi Austrii Przedniej z siedzibą we Fryburgu Bryzgowijskim.

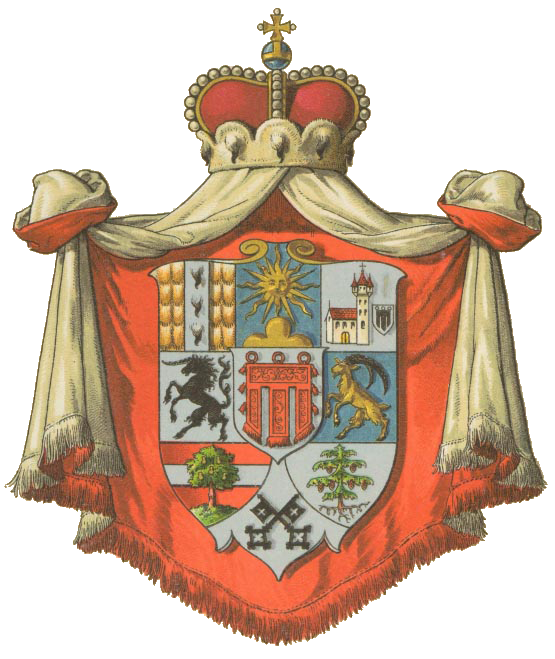
Historyczny herb Vorarlberga

W 1805 roku napoleońska Francja wymusiła przyłączenie Vorarlbergu wraz z Tyrolem do Królestwa Bawarii. W granice Austrii oba kraje wróciły po kongresie wiedeńskim (1815). Od tego czasu kraj, już jako oddzielna jednostka polityczno-administracyjna (kraj koronny), wchodził w skład Cesarstwa Austrii (od 1867 – cesarskiej części Austro-Węgier, Przedlitawii).
Po rozpadzie monarchii habsburskiej Vorarlberg ogłosił niepodległość jako Republika Vorarlbergu, jednak ruch secesjonistyczny został zdławiony przez sprzymierzonych. W 1919 roku miało miejsce referendum na temat przyłączenia Vorarlbergu jako kantonu do Szwajcarii, w którym 80% głosów padło za tym rozwiązaniem. Jednak wskutek sprzeciwu mocarstw i samej Szwajcarii kraj pozostał w Republice Austrii jako jeden z jej krajów związkowych. W czasie kiedy Vorarlberg wchodził w skład Trzeciej Rzeszy kraj związkowy połączono z Tyrolem w Okręg Rzeszy Tyrol-Vorarlberg (Reichsgau Tirol-Vorarlberg). Po II wojnie światowej kraj związkowy znalazł się w strefie okupacyjnej Francji.

## Ludność
Do zamieszkania nadaje się tylko około 30% terenów Vorarlbergu – reszta to tereny wysokogórskie. Osadnictwo koncentruje się w dolinach Renu i Ill oraz w ujściu Renu do Jeziora Bodeńskiego – w tym pasie leżą wszystkie miasta, tworzące w praktyce jedną aglomerację. Wielu mieszkańców przygranicznych rejonów kraju pracuje za granicą – w Niemczech albo w Szwajcarii.
Ludność Vorarlbergu jest czysto niemiecka. Osadnictwo niemieckie doprowadziło również do germanizacji Retoromanów, mieszkających dawniej w południowej części kraju (w dolinie Montafon). Lokalną specyfiką jest to, że dialekt używany w Vorarlbergu należy do grupy dialektów alemańskich, a nie bawarsko-austriackich, jak w całej pozostałej Austrii.

## Gospodarka
W gospodarce Vorarlbergu dominuje turystyka – obiektem zainteresowania są Alpy. Ruch turystyczny skupia się więc we wschodniej części kraju – największym ośrodkiem jest gmina Mittelberg nad granicą z Niemcami. Ze względu na peryferyjne położenie kraju w stosunku do reszty Austrii dominują turyści zagraniczni, przede wszystkim Niemcy. Vorarlberg jest jednak również regionem przemysłowym. Największy udział w produkcji ma przemysł odzieżowy i włókienniczy. Działa sporo elektrowni wodnych, produkujących energię na miejscowe potrzeby i na eksport. Rolnictwo, ze względu na ukształtowanie terenu, ma znaczenie marginalne i polega głównie na hodowli bydła. Specjalnością kraju związkowego jest wyrób serów.
Vorarlberg, podobnie jak Tyrol, jest krajem tranzytowym dla ruchu pasażerskiego i towarowego między północą a południem Europy. Tranzytowa linia kolejowa i autostrada biegną doliną Renu na odcinku od Feldkirch do Bregencji. Tą samą trasą biegnie rurociąg Central Europe Line z Genui do Ingolstadt. Paradoksalnie, ze względu na barierę w postaci pasma Arlberg na granicy z Tyrolem, Vorarlberg jest znacznie trudniej dostępny od strony pozostałej części Austrii, niż od strony Niemiec i Szwajcarii.